# Emballonura beccarii
Emballonura beccarii (Peters & Doria, 1881) è un pipistrello della famiglia degli Emballonuridi diffuso nell'Ecozona australasiana.

## Descrizione

### Dimensioni
Pipistrello di piccole dimensioni, con la lunghezza della testa e del corpo tra 34,1 e 50 mm, la lunghezza dell'avambraccio tra 37,5 e 44,6 mm, la lunghezza della coda tra 10 e 22 mm, la lunghezza del piede tra 6 e 8 mm, la lunghezza delle orecchie tra 12 e 18 mm e un peso fino a 5,3 g.

### Aspetto
La pelliccia è moderatamente lunga e setosa. Le parti dorsali sono bruno-grigiastre, bruno-rossastre o marroni, mentre le parti ventrali sono bruno-grigiastre chiare. Il muso è appuntito, rivolto all'insù, con il labbro superiore che si estende leggermente oltre quello inferiore, le narici sono ravvicinate e si aprono frontalmente. Gli occhi sono molto piccoli. Le orecchie sono corte, separate tra loro, triangolari, rivolte posteriormente e con una concavità sul bordo esterno appena sotto la punta. Il trago è più lungo che largo e rettangolare. Le membrane alari sono marroni. La coda è lunga e fuoriesce dall'uropatagio, ricoperto ventralmente di piccolissimi ciuffi di peli marroni chiari, a circa metà della sua lunghezza. Il calcar è lungo

## Biologia

### Comportamento
Si rifugia in gruppi di alcune decine di individui all'interno di grotte. Si aggrappa alle pareti verticali nelle zone di penombra.

### Alimentazione
Si nutre di insetti volanti catturati sopra corsi d'acqua, spianate e nelle foreste.

### Riproduzione
Femmine gravide sono state catturate in agosto, mentre altre che allattavano in ottobre.

## Distribuzione e habitat
Questa specie è diffusa in Nuova Guinea ed alcune isole vicine, inclusa Bougainville.
Vive fino a 1.500 metri di altitudine.

## Tassonomia
Sono state riconosciute 3 sottospecie:
- E.b.beccarii: Nuova Irlanda; Isole Salomone: Bougainville;
- E.b.clavium (Thomas, 1915): Isole Kai;
- E.b.meeki (Thomas, 1896): Nuova Guinea, Alcester, Woodlark, Kiriwina, Yapen, Biak-Supiori.

## Conservazione
La IUCN Red List, considerato il vasto areale e la popolazione presumibilmente numerosa, classifica E.beccarii come specie a rischio minimo (Least Concern)).